# Gurtnellen
Gurtnellen je obec ve švýcarském kantonu Uri. Leží přibližně 16 kilometrů jižně od hlavního města kantonu, Altdorfu, v údolí Reusstal nad svahu nad řekou Reuss, v nadmořské výšce 928 metrů. Žije zde 540 obyvatel.

## Geografie

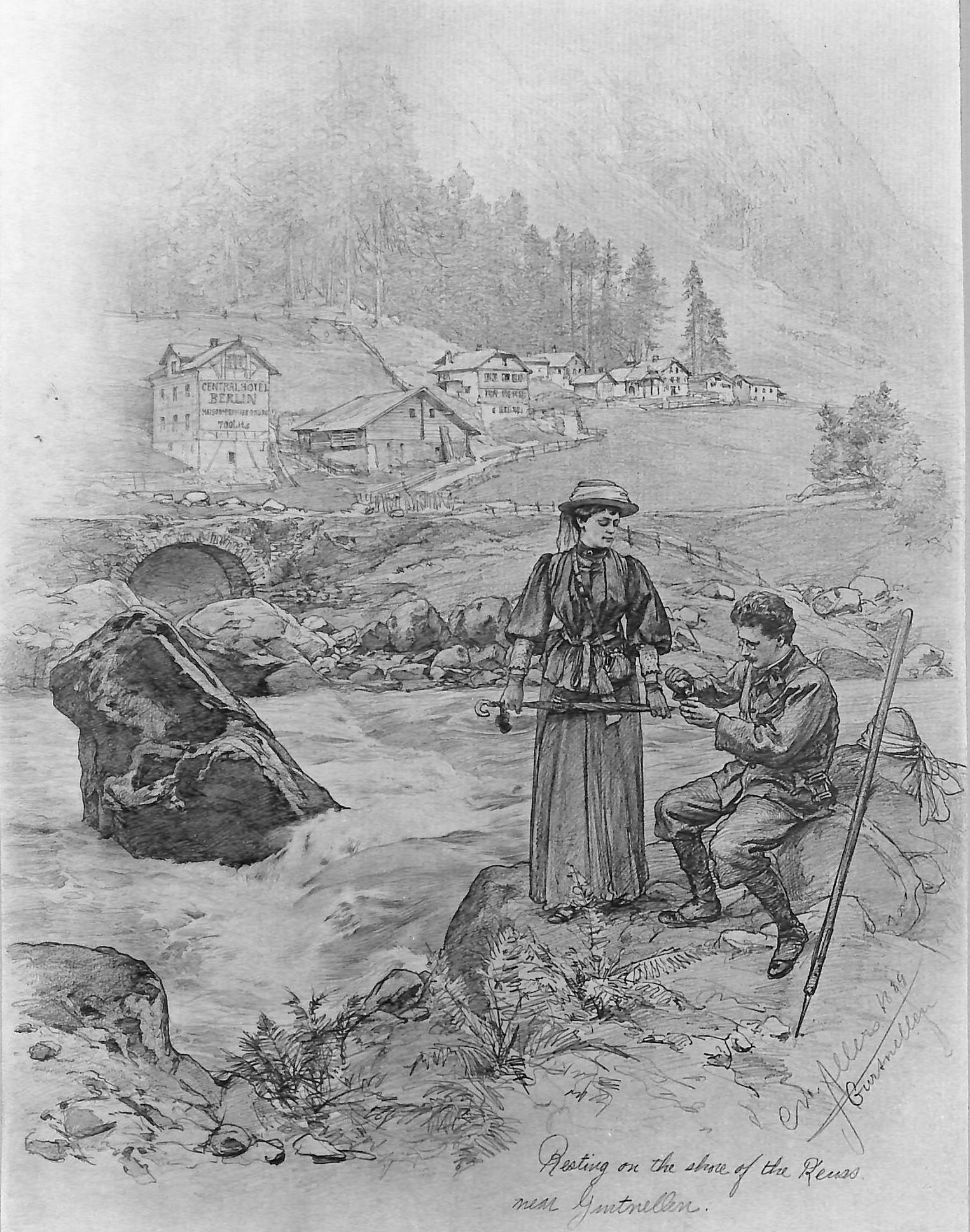
Vyobrazení Gurtnellenu v cestovatelské knize (1889)

Gurtnellen patří k oblasti zvané Urner Oberland a nachází se v horní části údolí Reusstal. Do rozsáhlého katastru obce patří také několik bočních údolí. Gorneren je levostranné údolí údolí Reuss a je odvodňováno potokem Gornerbach. Údolí Felli se nachází na pravé straně řeky Reuss a protéká jím potok Felli. Fellilücke zajišťuje přístup na Oberalp z Andermattu a z průsmyku Oberalp.
Pod Gurtnellen patří řada vesnic a vesniček. Gurtnellen-Dorf (935 m n. m.) leží na levé straně hory a nad ním se nacházejí vesnice Obergurtnellen, Richligen a Ruepelingen. 1,5 km jižně od centra obce se nachází Gurtnellen-Wiler (741 m n. m.) na řece Reuss s nádražím Gotthard a vesnickou školou. Mezi výše uvedenými částmi obce leží vesnice Stalden (875 m n. m.). Na pravém břehu řeky Reuss, 2 km severovýchodně od obce, se nachází vesnice Meitschlingen (648 m n. m.) a o kilometr a půl dále v údolí vesnice Intschi (657 m n. m.). Na levém svahu údolí, na vysoké terase, leží osada Arni, která se dělí na Vorderarni a Hinterarni. Jezero Arni se nachází mezi městy Hinterarni a Torli v nadmořské výšce 1370 m. V severní části obce se na úzkém břehu řeky Reuss nacházejí vesnice Butzen, Buechen a Rüti.
1,3 % rozlohy obce tvoří osídlené území. Zemědělská plocha je rovněž malá, s podílem 11,9 %. Většinu pokrývají lesy a lesní porosty (25,1 %) nebo neproduktivní plochy (hory; 61,7 %).
Gurtnellen sousedí na severu s Erstfeldem, na východě se Silenenem na řece Reuss, na jihovýchodě s obcí Tujetsch (kanton Graubünden), na jihu s Andermattem a Göschenenem a na západě s Wassenem.

## Historie

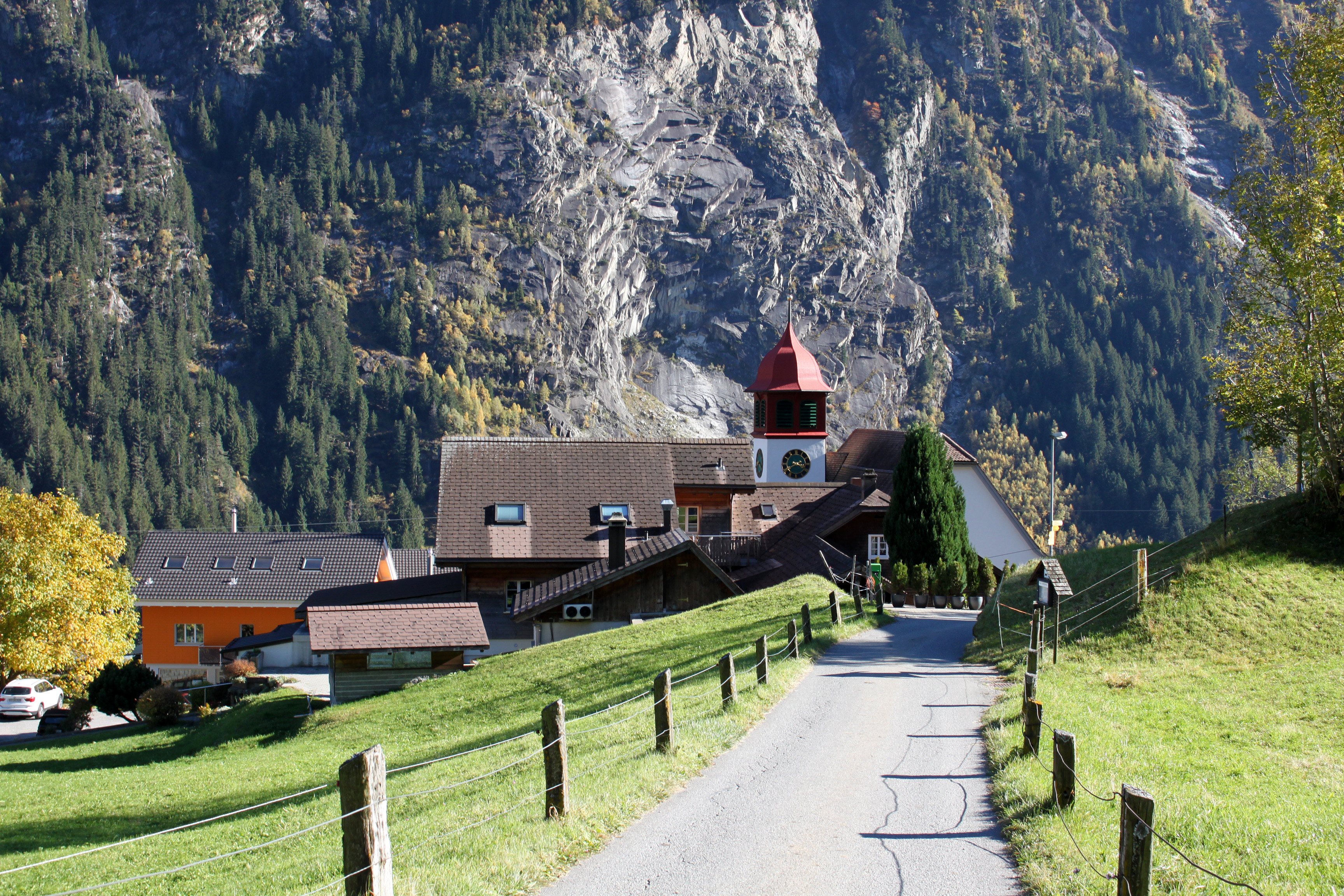
Gurtnellen

První zmínka o dnešní obci se datuje do roku 1257, kdy je zmiňována ve slovním spojení Chuno und ... die Gurteneller. Následný vývoj názvu ilustrují další zmínky: roku 1321 jako Gruntellon a roku 1359 již v téměř současné podobě jako Gurtenellen.
Okolní názvy ukazují na keltsko-římské osídlení a alemanizaci již před přelomem tisíciletí. Klášter Fraumünster Zurich vlastnil v obci rozsáhlý majetek. Nejstarší archeologické stopy kostela svatého Michala v obci pocházejí ze 13. století, současná stavba byla postavena v letech 1781–1783. Vikariátní kaplanství, založené v roce 1689 jako filiálka farnosti Silenen, bylo v roce 1903 povýšeno na farnost. Farnost Gurtnellen-Wiler vznikla v roce 1916 z družstva založeného v roce 1907, které nechalo v letech 1924–1926 postavit farní kostel sv. Josefa. Jako čtvrť (Nachbarschaft) se Gurtnellen připomíná již v roce 1509 a vesničtí zřízenci jsou doloženi od roku 1688. V 17. a 18. století se zde těžilo: jižně od osady Intschi existovala huť a v 18. století hliníkárna. Gotthardská dráha, dokončená roku 1882, podpořila obchod a průmysl v osadě Wiler (na dně údolí), kde toho roku vzniklo velké sídliště s charakteristickým vesnickým vzhledem. Silnice do obce byla postavena v letech 1924–1927. Výstavba státní silnice včetně obchvatu v roce 1980 odlehčila Gurtnellenu od tranzitní dopravy. V roce 2000 byla ještě pětina pracovní síly zaměstnána v primárním sektoru, více než dvě pětiny pracovaly v terciéru. Škola ve Wileru je v provozu od roku 1907. Horská škola v Gurtnellenu-Dorfu, která je podporována nadací, byla otevřena v roce 1946. Od roku 1972 existuje v Gurtnellenu také okresní škola pro vyšší stupeň.

## Obyvatelstvo

Kostel sv. Josefa v Gurtnellenu

| Rok            | 1837 | 1850 | 1880 | 1888 | 1900 | 1920 | 1930 | 1941 | 1970 | 2000 | 2005 | 2010 | 2016 |
| Počet obyvatel | 615  | 675  | 1541 | 747  | 1112 | 1631 | 1078 | 1152 | 1048 | 631  | 640  | 627  | 563  |

### Jazyky
Téměř všichni obyvatelé mluví německy jako každodenním hovorovým jazykem, avšak hornoalemanským dialektem. Při posledním sčítání lidu v roce 2000 uvedlo 97,31 % obyvatel jako svůj hlavní jazyk němčinu, 1,58 % portugalštinu a 0,48 % francouzštinu.

### Národnostní složení
Z 643 obyvatel na konci roku 2005 bylo 620 (96,88 %) švýcarských státních příslušníků. Přistěhovalci pocházejí ze střední Evropy (Německo, Rakousko, Lichtenštejnsko), jižní Evropy (Portugalsko a Itálie), případně ze Srí Lanky.

## Doprava

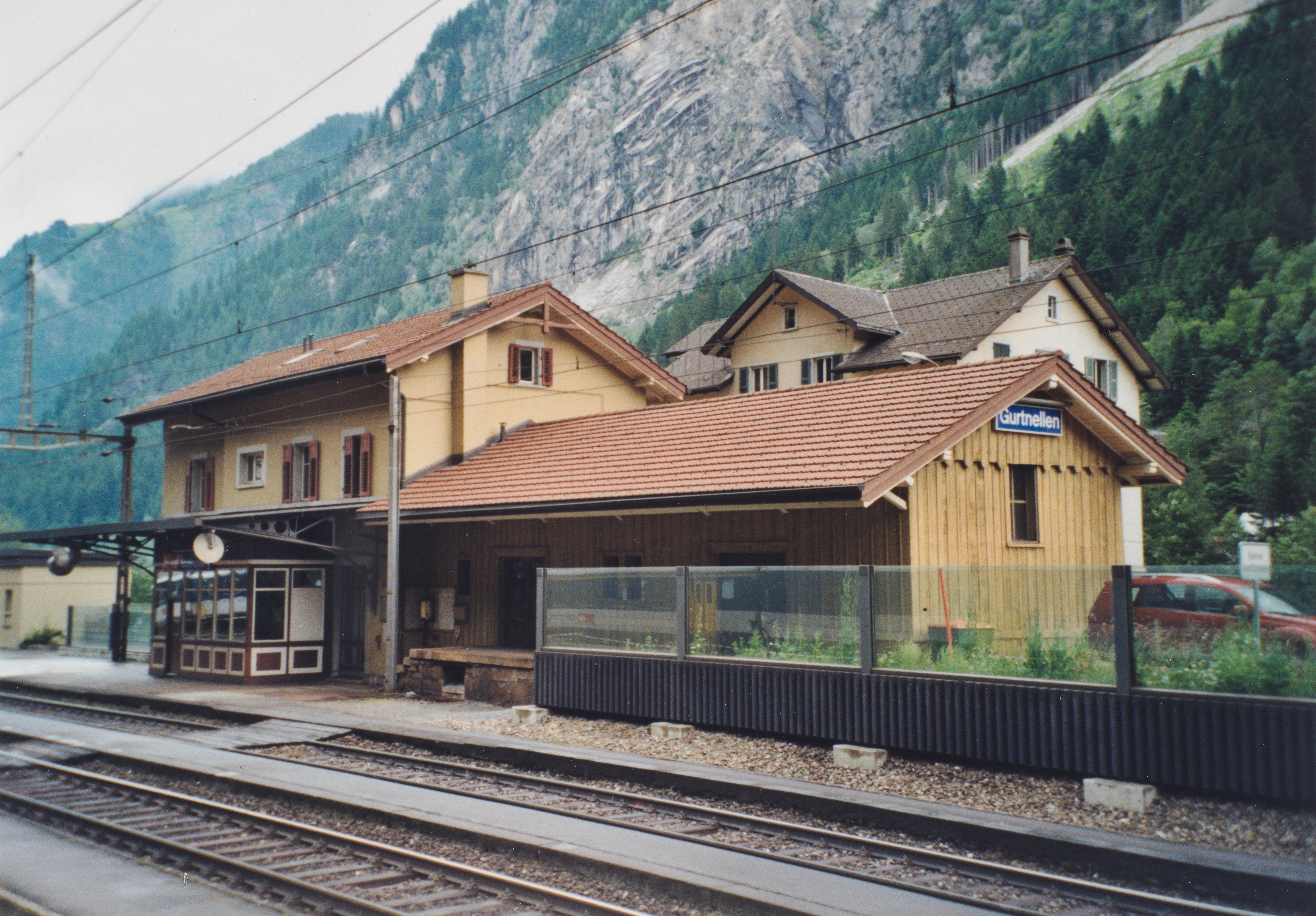
Železniční stanice Gurtnellen, t.č. bez osobní dopravy

Obec je obsluhována autobusovými linkami veřejné dopravy č. 1 (Flüelen–Göschenen) a 6 (Gurtnellen-Wiler – Gurtnellen-Dorf) společnosti Auto AG Uri.
Od roku 1994, kdy Švýcarské spolkové dráhy předaly regionální dopravu mezi Erstfeldem a Göschenenem společnosti Auto AG Uri, nejsou stanice Intschi a Gurtnellen na Gotthardské dráze osobními vlaky obsluhovány a plní pouze dopravně-technologickou funkci. Po sesuvu půdy dne 31. května 2006, kdy musela být uzavřena dálnice A2 i kantonální silnice, zastavily v Gurtnellenu během oprav všechny vlaky InterRegio a EuroCity, aby bylo zachováno dopravní spojení obce.
Po silnici je obec dostupná po sjezdu z dálnice A2 na exitu Amsteg. Odtud lze pokračovat po staré kantonální silnici (Hauptstrasse 2).